# Шредер, Антуанетта София Луиза
Антуанетта София Луиза Шрёдер (нем. Antoinette Sophie Luise Schröder; в девичестве Софи Антони Бюргер (нем. Sophie Antonie Bürge); 23 февраля 1781, Падерборн, Северный Рейн-Вестфалия — 25 февраля 1868[…], Мюнхен) — немецкая актриса

, которая в «ЭСБЕ» охарактеризована как «выдающаяся».

## Биография
Софи Антони Бюргер родилась 23 февраля 1781 года в городе Падерборне, который до 1802 года был столицей Падерборнского княжества-епископства, в семье актёра Готфрида Бюргера. Не без участия отца, она полюбила театр и уже в двенадцатилетнем возрасте с успехом выступила в столице российской империи Санкт-Петербурге в опере «Das rote Käppchen».
В 1795 году, когда ей было 14 лет, С. А. Бюргер вышла замуж за директора театра в Ревеле, Штольмерса.

В 1798 году была приглашена в Венский придворный театр, где имела крупный успех в ролях ingenue. Через два года она оставила Вену, развелась с мужем, переехала в Гамбург и перешла на трагические роли (Мария Стюарт, Федра, Меропа, Леди Макбет и Изабелла в «Невесте Мессины» и другие), в которых «обнаружила блестящие дарования». Она обладала сильным и красивым голосом, выразительной мимикой и страстным драматическим темпераментом. Считается выдающейся актрисой той школы, которая, в противовес грубо-реалистическому направлению школы Иффланда, стремилась в изображении великих страстей давать впечатления, приподнимающие зрителя над пошлой действительностью.
В 1804 году вторично вышла замуж за певца-баритона Эрнста Фридриха Людвига Шрёдера. В 1815 году была вновь приглашена в венский придворный театр; одно время играла в Мюнхене.
После смерти второго мужа в 1818 году она, в 1825 году, вновь вышла замуж за актёра Вильгельма Кунста.
Антуанетта София Луиза Шрёдер скончалась 25 февраля 1868 года в Мюнхене.
Её дочь Вильгельмина Генриетта Фредерика Мария Шрёдер-Девриент (1804—1860) продолжила актёрскую династию и стала актрисой и оперной певицей (сопрано).